# Léon Foillard
Léon Foillard, né le 12 juillet 1880 à Romanèche-Thorins et mort le 11 novembre 1964 à Saint-Georges-de-Reneins, est un négociant en vin, poète et écrivain français. Son activité commerciale et littéraire lui valut le surnom de « père du Beaujolais ». Il a parfois utilisé le nom de plume anagramme et palindrome Noël Dralliof.

## Biographie
Négociant en vin, il fonde en 1919 avec son ami Tony David les établissements T. David et L. Foillard, établis à Saint-Georges-de-Reneins et à Sorgues (Vaucluse).
Fervent défenseur de sa région, il laisse une importante littérature sur le pays beaujolais, ses vignobles et ses hommes. Dans un de ses ouvrages il contribue à raviver le souvenir de Benoît Raclet, inventeur de l’échaudage de la vigne.
Avec Justin Godart, il est membre fondateur puis Grand Maître de l'Ordre des Compagnons du Beaujolais. Certains le considèrent donc comme l'un des grands artisans du succès commercial que connait le Beaujolais à partir des années 1960. George Duboeuf parle de lui comme d'un précurseur.
En 1934 il est nommé membre de l'Académie de Mâcon.
Il est maire de Saint-Georges-de-Reneins pendant plus de trente ans (1929 à 1959) et reçoit la Légion d'honneur en 1948 pour son action sur le développement de la commune et de la renommée des vins du Beaujolais.

## Distinctions et hommages

### Décorations françaises
- Officier de la Légion d'honneur (par décret du 31 juillet 1959)
  -  Chevalier de la Légion d'honneur (par décret du 27 août 1948)
- Officier de l'ordre des Palmes académiques (officier de l'Instruction publique par décret du 20 février 1934)
  -  Chevalier de l'ordre des Palmes académiques (officier d'académie par décret du 18 janvier 1928)
- Chevalier de l'ordre du Mérite agricole (par décret du 6 janvier 1933)
- Officier de l'ordre du Mérite commercial (aout 1949)

### Hommages
- À Saint-Georges-de-Reneins, l'artère principale est nommée avenue Charles de Gaulle sur sa partie nord, puis avenue Léon Foillard sur sa partie sud.
- À Villefranche-sur-Saône, une fresque a été réalisée en 2014 par CitéCréation, sur le bâtiment du 210 boulevard Vermorel, où siègent depuis les années 1960 les principaux organismes viticoles du vignoble Interprofession, Sicarex, Union des Vignerons, etc). Léon Foillard fait partie des principales personnalités représentées sur cette fresque[7], aux côtés de Bernard Pivot et Paul Bocuse.

## Ouvrages
- Léon Foillard et Tony David (préf. Justin Godart), Le pays et le vin beaujolais, suivi d'une anthologie bachique, éd de Lyon et de Villefranche-en-Beaujolais : Impr. Audin et Jean Guillermet, 1929, 201 p.
- Léon Foillard (préf. Georges Lecomte, ill. Luc Barbier), Un sauveur de la vigne Benoît Raclet ; Histoire d'une grande découverte en Beaujolais et Mâconnais, Jean Guillermet, 1934, 127 p.
- Jean Descombes et Léon Foillard (présenté par), Dzeuzé, les joies et les peines d'un vigneron beaujolais, Éditions du Cuvier, 1947, 94 p.
- Léon Foillard (préf. André Latreille, ill. Luc Barbier), Le vin de nos vignes : Souvenirs et pages d'autrefois, Villefranche-en-Beaujolais, Éditions du Cuvier, 1950, 131 p.
- Léon Foillard et Joseph Ballofet, Petite histoire du Beaujolais, Éditions du Cuvier, 1952, 32 p.

## Autres publications
- Ouvrages collectifs :
  - Almanach du Beaujolais (sous le pseudonyme de Noël Dralliof), Éditions du Cuvier, Jean Guillermet, 1931 à 1960[8]

## Sources
- Biographie de Léon Foillard reproduite avec l’aimable autorisation de la Maison du Patrimoine de Villefranche-sur-Saône
- Annales de l'Académie de Mâcon : société des arts, sciences, belles-lettres et d'agriculture, vol. XXIX, 1934 (lire en ligne) compte-rendu des séances du 1er février, 1er mars et 12 avril 1934